# De Broekbeemd
Het 40 ha. groot natuurgebied De Broekbeemd ligt in het zuidelijk deel van de Herkvallei, tussen de dorpskernen Wellen en Herten. In 1992 werd er het eerste Limburgse begrazingsproject met Schotse Hooglandrunderen opgezet.
De Broekbeemd is voor iedereen toegankelijk. Het educatief-recreatief medegebruik is een bewuste doelstelling van de beheerders.

## Galerij

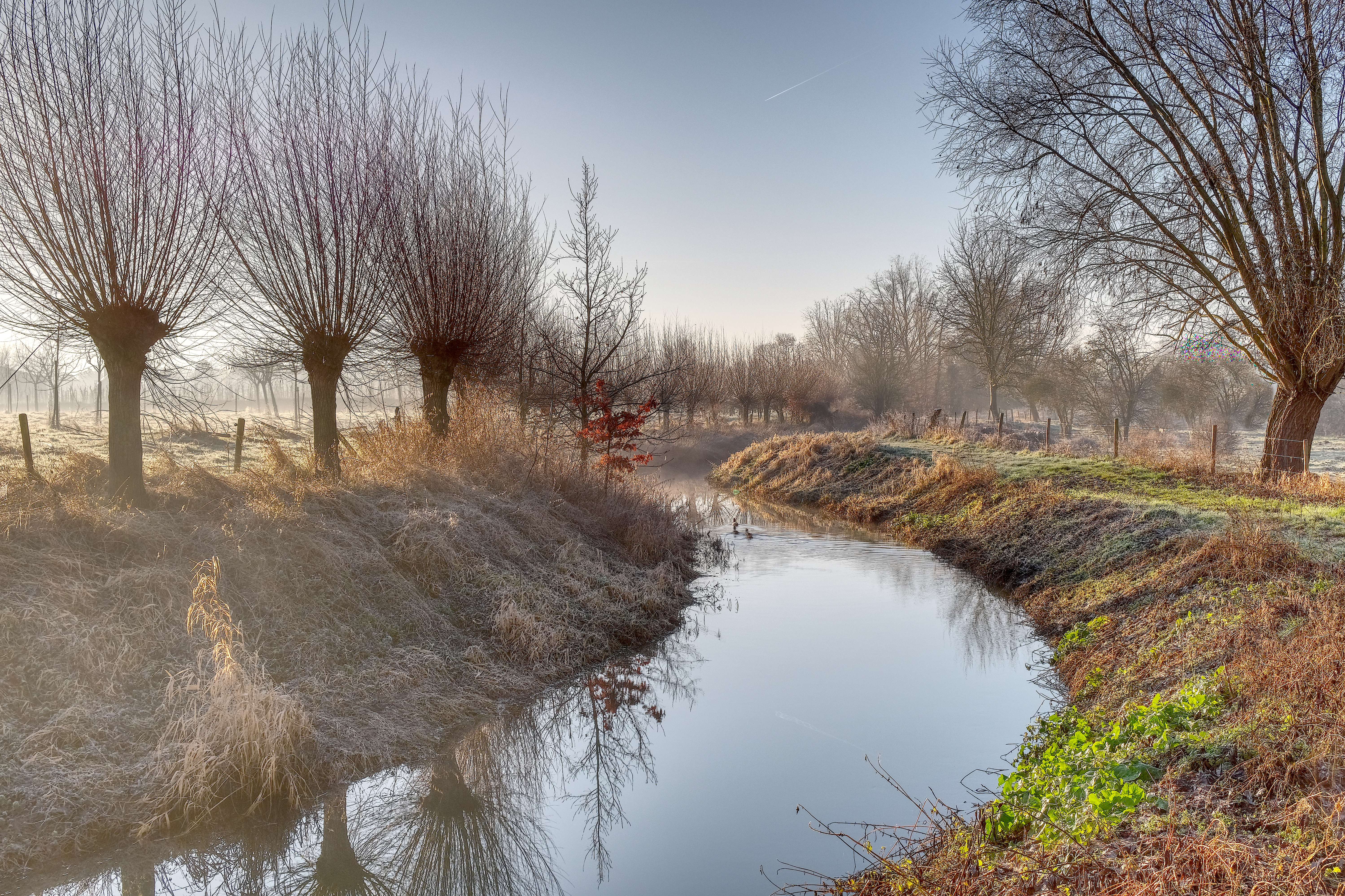
De Herk
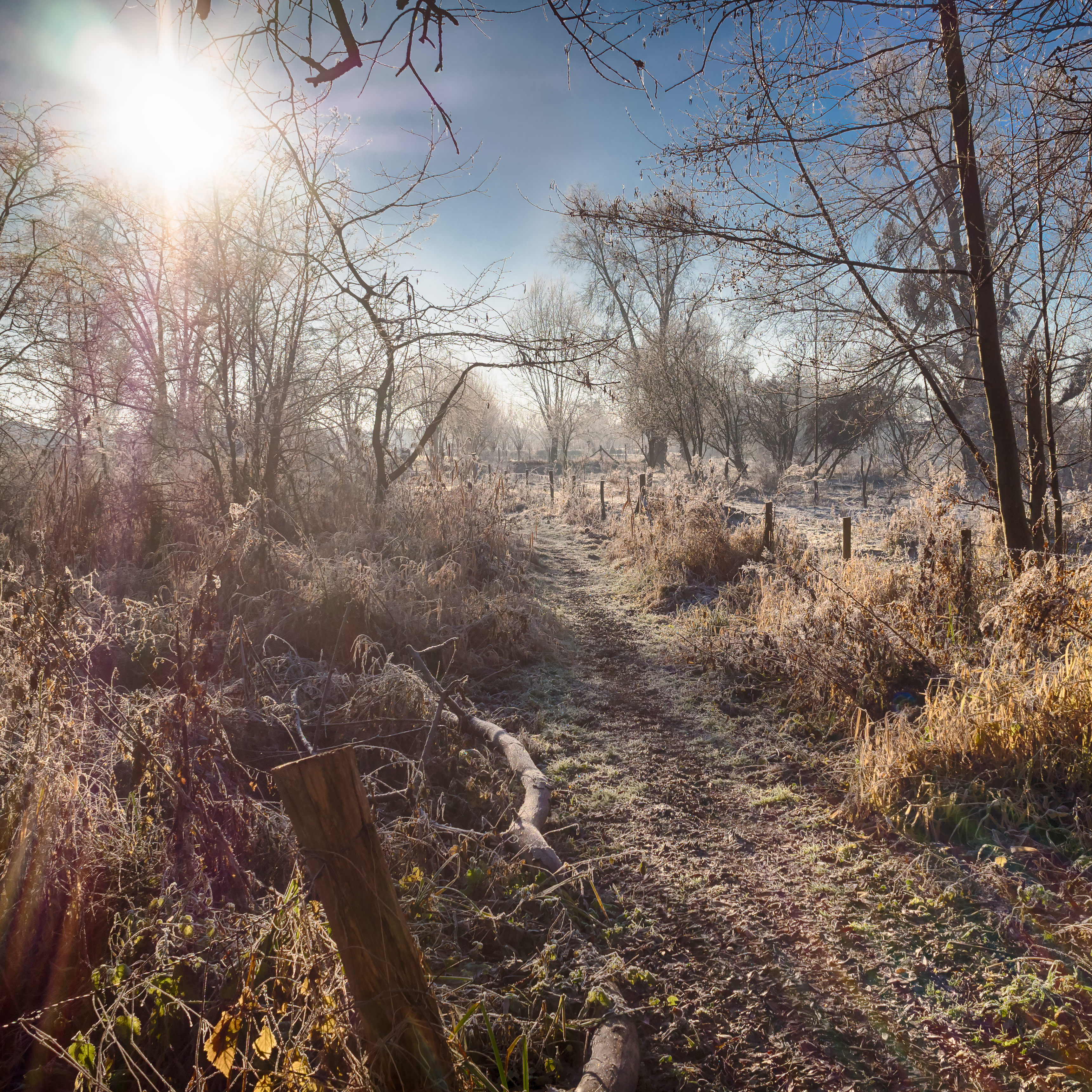
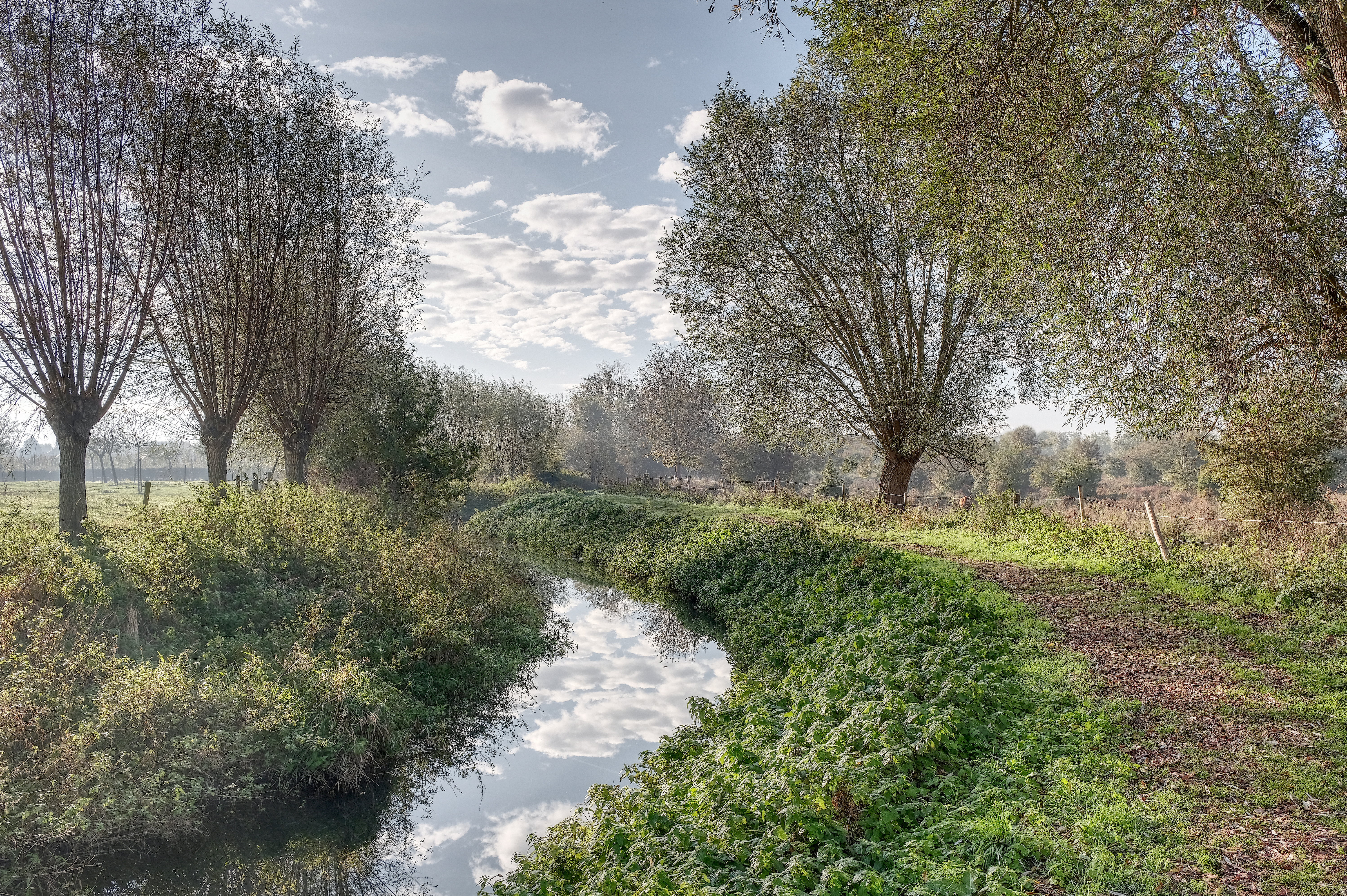